# تام بوچر
تام بوچر (انگلیسی: Tom Boucher؛ زادهٔ ۱۸۷۳) بازیکن فوتبال اهل بریتانیا است.
از باشگاه‌هایی که در آن بازی کرده‌است می‌توان به باشگاه فوتبال بریستول راورز، باشگاه فوتبال بریستول سیتی، باشگاه فوتبال گیلینگام، و باشگاه فوتبال نوتس کانتی اشاره کرد.